# Йоганнес Лос
Йоганнес Лос (нім. Johannes Lohs; 24 червня 1889, Айнзідель — 14 серпня 1918, Ла-Манш) — німецький офіцер-підводник, оберлейтенант-цур-зее кайзерліхмаріне. Кавалер ордена Pour le Mérite.

## Біографія
1 квітня 1909 року вступив на флот. Пройшов підготовку на броненосці «Вікторія Луїза» і у військово-морському училищі. З 3 листопада 1911 року служив на легкому крейсері «Берлін». З 23 грудня 1912 року виконував обов'язки офіцера зв'язку на легкому крейсері «Страсбург».
Учасник Першої світової війни. З 10 липня 1915 року — 2-й радіотехнічний офіцер на лінійному крейсері «Зейдліц». Через місяць переведений у підводний флот і пройшов двомісячну підготовку в училищі підводників, після чого служив вахтовим офіцером в дивізії торпедних катерів. З 17 березня 1917 по 30 січня 1918 року — командир підводного човна SM UC-75, на якому здійснив 9 походів до узбережжя Британії. З 2 січня 1918 року — командир SM UB-57. 14 серпня 1918 року човен підірвався на міні біля Зебрюгге. Всі 34 члени екіпажу загинули. Через тиждень тіло Лоса було викинуте на берег. Похований на військовому цвинтарі у Вліссінгені. В 1949 році німці були перепоховані на новому цвинтарі у Іссельштейні.
Всього за час бойових дій потопив 76 суден загальною водотоннажністю 142 406 тонн і 1 військовий корабель (1200 тонн), а також пошкодив 19 суден (95 070 тонн).

## Звання
- Морський кадет (1 квітня 1909)
- Фенріх-цур-зее (12 квітня 1910)
- Лейтенант-цур-зее (19 вересня 1912)
- Оберлейтенант-цур-зее (2 травня 1915)

## Нагороди
- Залізний хрест 2-го і 1-го класу
- Орден Альберта (Саксонія), лицарський хрест 2-го класу з мечами
- Королівський орден дому Гогенцоллернів, лицарський хрест з мечами (23 грудня 1917)
- Pour le Mérite (24 квітня 1918)
- Нагрудний знак підводника (1918)

## Вшанування пам'яті
4 жовтня 1937 року на честь Лоса була названа 3-тя флотилія підводних човнів крігсмаріне.